# Francesco Segna
Francesco Segna (31 de agosto de 1836 - 4 de janeiro de 1911) foi um cardeal da Igreja Católica Romana e arquivista da Santa Igreja Romana .
Francesco Segna nasceu em Poggio Ginolfo , na Itália . Ele era de uma família nobre e rica. Ele foi educado na escola jesuítica, Tivoli e mais tarde no Seminário Romano em Roma, onde obteve um doutorado em teologia e na Universidade La Sapienza, onde recebeu um doutorado em direito .

## Sacerdócio
Foi ordenado sacerdote em 20 de dezembro de 1860. Foi nomeado professor de dogma no Pontifício Ateneu Romano de S. Apolinário em 1869. Ele serviu como canonista da Penitenciaria Apostólica . Enquanto em Roma, ele também foi subsecretário da Congregação para Assuntos Eclesiais Extraordinários de 1881. Ele foi criado prelado Doméstica de Sua Santidade em 1884. Ele deixou Roma para se tornar o Auditor da nunciatura na Espanha em 1884 e foi promovido a ser o grande d. 'affaires em 1887. Depois de servir na Espanha, ele retornou a Roma para se tornar um auditor da Rota Romana em 1888. Ele retornou à Congregação para Assuntos Eclesiais Extraordinários para se tornar seu secretário (na verdade, seu oficial chefe como o papa detinha o título de Prefeito) em 13 de julho de 1891.

## Cardinalizado
Foi criado e proclamado cardeal-diácono de Santa Maria in Portico pelo Papa Leão XIII no consistório de 18 de maio de 1894. Deixou o cargo na Congregação para os Assuntos Eclesiais Extraordinários no mesmo dia e foi nomeado Arquivista da Santa Romana Igreja em 4 de maio . julho de 1896. Ele foi um dos Cardeais eleitores no conclave de 1903 que elegeu o Papa Pio X . Ele foi cardeal protodeacon (que é o Cardeal-Diácono mais antigo). Ele foi nomeado como Prefeito da Congregação do Index em 13 de janeiro de 1908, ocupando o cargo até sua morte em 1911.

## Link Externo
- Fiche du cardinal Francesco Segna sur le site fiu.edu